# Campeonato Mundial de Halterofilia de 2007
El LXXVI Campeonato Mundial de Halterofilia se celebró en Chiang Mai (Tailandia) entre el 16 y el 26 de septiembre de 2007 bajo la organización de la Federación Internacional de Halterofilia (IWF) y la Asociación Tailandesa de Halterofilia Amateur.
Las competiciones se realizaron en el Complejo Deportivo del 700.º Aniversario con capacidad para 5.000 espectadores. Participaron en total 580 halterófilos (355 hombres y 225 mujeres) de 75 federaciones nacionales afiliadas a la IWF.

## Medallistas

### Masculino
| Evento          | Oro                                            | Plata                                         | Bronce                                           |
| --------------- | ---------------------------------------------- | --------------------------------------------- | ------------------------------------------------ |
| 56 kg (18.09)   | Cha Kum-Chol Corea del Norte 128 + 155 = 283   | Li Zheng China 130 + 153 = 283                | Eko Yuli Irawan Indonesia 124 + 154 = 278        |
| 62 kg (19.09)   | Yang Fan China 142 + 173 = 315                 | Im Yong-Su Corea del Norte 142 + 173 = 315    | Ivailo Filev Bulgaria 138 + 163 = 301            |
| 69 kg (19.09)   | Zhang Guozheng China 155 + 192 = 347           | Shi Zhiyong China 158 + 180 = 338             | Demir Demirev Bulgaria 153+ 181 = 334            |
| 77 kg (21.09)   | Ivan Stoitsov Bulgaria 158 + 205 = 363         | Guevorg Davtian Armenia 164 + 198 = 362       | Li Hongli China 166 + 195 = 361                  |
| 85 kg (22.09)   | Andrei Rybakou · Bielorrusia · 187 + 206 = 393 | Aslambek Ediyev · Rusia · 172 + 200 = 372     | Vadzim Straltsou · Bielorrusia · 170 + 200 = 370 |
| 94 kg (23.09)   | Roman Konstantinov · Rusia · 177 + 220 = 397   | Yohandrys Hernández · Cuba · 173 + 220 = 393  | Szymon Kołecki · Polonia · 173 + 219 = 392       |
| 105 kg (25.09)  | Andrei Aramnau · Bielorrusia · 195 + 228 = 423 | Alan Tsagaev Bulgaria 180 + 231 = 411         | Dmitri Klokov · Rusia · 190 + 221 = 411          |
| +105 kg (26.09) | Viktors Ščerbatihs Letonia 202 + 240 = 442     | Yevgueni Chiguishev · Rusia · 201 + 240 = 441 | Jaber Saeed Salem Catar 195 + 240 = 435          |

1. 1 2 3  Arrancada (kg) + dos tiempos (kg) = total olímpico (kg).

### Femenino
| Evento         | Oro                                       | Plata                                             | Bronce                                         |
| -------------- | ----------------------------------------- | ------------------------------------------------- | ---------------------------------------------- |
| 48 kg (17.09)  | Chen Xiexia China 96 + 118 = 214          | Pramsiri Bunphithak Tailandia 86 + 110 = 196      | Pensiri Laosirikul Tailandia 83 + 112 = 195    |
| 53 kg (20.09)  | Li Ping China 93 + 126 = 219              | Nastassia Novikava · Bielorrusia · 94 + 119 = 213 | Yoon Jin-Hee Corea del Sur 94 + 117 = 211      |
| 58 kg (22.09)  | Qiu Hongmei China 103 + 135 = 238         | Marina Shainova · Rusia · 105 132 = 237           | O Jong-Ae Corea del Norte 100 + 127 = 227      |
| 63 kg (23.09)  | Liu Haixia China 115 + 142 = 257          | Svetlana Tsarukayeva · Rusia · 115 + 135 = 250    | Pak Hyon-Suk Corea del Norte 105 + 135 = 240   |
| 69 kg (24.09)  | Oxana Slivenko · Rusia · 120 + 156 = 276  | Liu Chunhong China 121 + 150 = 271                | Nataliya Davydova · Ucrania · 114 + 130 = 244  |
| 75 kg (25.09)  | Cao Lei China 128 + 158 = 286             | Natalia Zabolotnaya · Rusia · 131 + 150 = 281     | Nadezhda Yevstiujina · Rusia · 128 + 150 = 278 |
| +75 kg (26.09) | Jang Mi-Ran Corea del Sur 138 + 181 = 319 | Mu Shuangshuang China 139 + 180 = 319             | Olha Korobka · Ucrania · 126 + 155 = 281       |

1. 1 2 3  Arrancada (kg) + dos tiempos (kg) = total olímpico (kg).

## Medallero
| Núm. | País            | Oro | Plata | Bronce | Total |
| ---- | --------------- | --- | ----- | ------ | ----- |
| 1    | China           | 7   | 4     | 1      | 12    |
| 2    | Rusia           | 2   | 5     | 2      | 9     |
| 3    | Bielorrusia     | 2   | 1     | 1      | 4     |
| 4    | Corea del Norte | 1   | 1     | 2      | 4     |
| 4    | Bulgaria        | 1   | 1     | 2      | 4     |
| 6    | Corea del Sur   | 1   | 0     | 1      | 2     |
| 7    | Letonia         | 1   | 0     | 0      | 1     |
| 8    | Tailandia       | 0   | 1     | 1      | 2     |
| 9    | Armenia         | 0   | 1     | 0      | 1     |
| 9    | Cuba            | 0   | 1     | 0      | 1     |
| 11   | Ucrania         | 0   | 0     | 2      | 2     |
| 12   | Catar           | 0   | 0     | 1      | 1     |
| 12   | Indonesia       | 0   | 0     | 1      | 1     |
| 12   | Polonia         | 0   | 0     | 1      | 1     |
|      | TOTAL           | 15  | 15    | 15     | 45    |